# Prix Jawaharlal Nehru
Le prix Jawaharlal Nehru pour la compréhension internationale est un prix présenté par le gouvernement de l'Inde en l'honneur de Jawaharlal Nehru, premier Premier ministre du pays.

## Lauréats
| Année | Lauréat                                | Pays           |
| ----- | -------------------------------------- | -------------- |
| 1965  | U Thant                                | Birmanie       |
| 1966  | Martin Luther King                     | États-Unis     |
| 1967  | Khan Abdul Ghaffar Khan                | Pakistan       |
| 1968  | Yehudi Menuhin                         | États-Unis     |
| 1969  | Mère Teresa                            | Inde           |
| 1970  | Kenneth Kaunda                         | Zimbabwe       |
| 1971  | Josip Broz Tito                        | Yougoslavie    |
| 1972  | André Malraux                          | France         |
| 1973  | Julius Nyerere                         | Tanzanie       |
| 1974  | Raúl Prebisch                          | Argentine      |
| 1975  | Jonas Salk                             | États-Unis     |
| 1976  | Giuseppe Tucci                         | Italie         |
| 1977  | Tulsi Meherji Shrestha                 | Népal          |
| 1978  | Nichidatsu Fujii (en)                  | Japon          |
| 1979  | Nelson Mandela                         | Afrique du Sud |
| 1980  | Barbara Ward                           | Royaume-Uni    |
| 1981  | Alva Reimer Myrdal Gunnar Myrdal       | Suède          |
| 1982  | Léopold Sédar Senghor                  | Sénégal        |
| 1983  | Bruno Kreisky                          | Autriche       |
| 1984  | Indira Gandhi (posthume)               | Inde           |
| 1985  | Olof Palme (posthume)                  | Suède          |
| 1987  | Javier Pérez de Cuéllar                | Pérou          |
| 1988  | Yasser Arafat                          | Palestine      |
| 1989  | Robert Mugabe                          | Zimbabwe       |
| 1990  | Helmut Kohl                            | Allemagne      |
| 1991  | Aruna Asaf Ali                         | Inde           |
| 1992  | Maurice Strong                         | Canada         |
| 1993  | Aung San Suu Kyi                       | Birmanie       |
| 1994  | Mahathir Mohamad                       | Malaisie       |
| 1995  | Hosni Moubarak                         | Égypte         |
| 2003  | Goh Chok Tong                          | Singapour      |
| 2004  | Qabus ibn Saïd (ne s'est pas présenté) | Oman           |
| 2005  | Wangari Muta Maathai                   | Kenya          |
| 2006  | Luiz Inácio Lula da Silva              | Brésil         |
| 2007  | Ólafur Ragnar Grímsson                 | Islande        |
| 2009  | Angela Merkel                          | Allemagne      |